# Peter de Witte

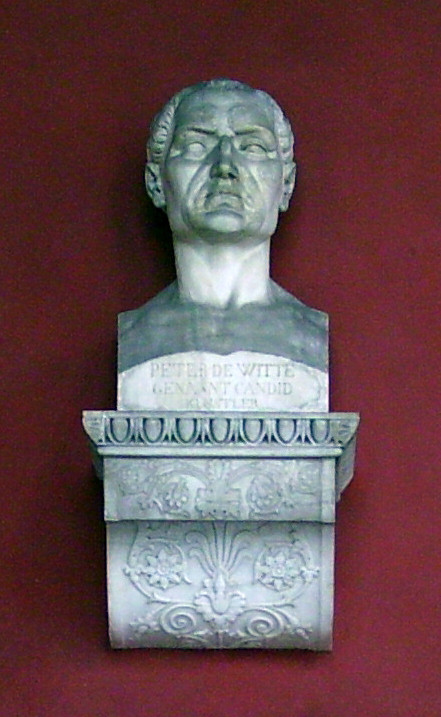
Buste, Ruhmeshalle

Peter de Witte, Peter de Wit (Brugge, 1548 — München, 1628) was een Zuid-Nederlands schilder en graficus.
Volgens Karel van Mander was hij een student en medewerker van Giorgio Vasari, en een leraar van Johann Ulrich Loth. Hij trouwde en kreeg vijf kinderen, zijn zoon Wihelm was ook een schilder en zijn dochter trouwde met de graveur Philippe Sadeler.

Zijn vader was stoffeerder in Vlaanderen en zijn gezin verhuisde naar Florence. Zijn oorspronkelijke achternaam zou de Wit of de Witte zijn en veranderd in 'Candido' in Italië. De Witte was actief in Italië (Florence, Rome) en Beieren. In zijn eerbetoon is er een station in de metro van München (Candidplatz) naar hem vernoemd.
- Biblioteca Nacional de España: XX1260870
- Bibliothèque nationale de France: cb16225500b (data)
- Biografisch Portaal: 13872366
- Gemeinsame Normdatei: 118518771
- International Standard Name Identifier: 0000 0001 0799 0172
- KulturNav: bdfb74a6-210d-498c-8bee-b94cd825d30d
- Library of Congress Control Number: nr93031555
- National Gallery of Victoria: 5023
- Nationale Bibliotheek van Israël: 987007393349105171
- Nationale Bibliotheek van Polen: a0000002279662
- Nederlandse Thesaurus van Auteursnamen: 073277738
- Réseau des bibliothèques de Suisse occidentale: 02-A016766784
- RKD-Nederlands Instituut voor Kunstgeschiedenis: 85191
- Istituto Centrale per il Catalogo Unico: PARV543063
- LIBRIS: 340219
- Système universitaire de documentation: 136548024
- Union List of Artist Names: 500030273
- Virtual International Authority File: 35247778
- WorldCat: E39PBJmpgdd3rGhYMbc7qFMQMP